# Jorge Alcalde
Jorge Luis Félix Alcalde Millos (Callao, 5 décembre 1911 – Lima, 25 juin 1990) est un footballeur péruvien. Il évoluait au poste d'intérieur.
Son frère cadet, Teodoro Alcalde, fut également footballeur et coéquipier tant en club comme en sélection.

## Biographie

### Carrière en club
Jorge Alcalde – surnommé Campolo Alcalde – émerge comme l'une des idoles du Sport Boys de Callao, au sein duquel il remporte les championnats de 1935 et 1937.
En 1939, il émigre en Argentine afin de jouer à River Plate où il a l'occasion de côtoyer des footballeurs de renom tels que José Manuel Moreno, Adolfo Pedernera, Carlos Peucelle ou encore Ángel Labruna. Alcalde y marque 12 buts en 25 matchs, avant de poursuivre sa carrière à Banfield (1941-1945) puis à Talleres (1945). Avec 50 buts marqués en 1re division argentine, il demeure le joueur péruvien avec le plus de buts inscrits dans ce pays. 
Après un bref passage en 1946 en Uruguay, à Liverpool FC, il revient au Pérou et joue successivement au Deportivo Municipal, en 1947, puis à l'Universitario de Deportes, entre 1948 et 1951. Il remporte un nouveau championnat en 1949 au sein de ce dernier, avant de terminer sa carrière en 1952 au club de ses débuts, le Sport Boys.

### Carrière en équipe nationale
Auteur de 14 buts en 16 sélections, Campolo Alcalde fait ses débuts en équipe du Pérou lors du championnat sud-américain de 1935. Il intègre l'année suivante l'équipe disputant les Jeux olympiques de 1936. 
Deux ans plus tard, il atteint la consécration collective puisqu'il est à la fois vainqueur des Jeux bolivariens de 1938 et du championnat sud-américain 1939. Lors de ce dernier tournoi, il marque cinq buts, dont un lors du match décisif face à l'Uruguay (victoire 2-1) qui donnera le titre aux Péruviens,.

#### Buts en sélection
| Buts en sélection de Jorge Alcalde | Buts en sélection de Jorge Alcalde | Buts en sélection de Jorge Alcalde             | Buts en sélection de Jorge Alcalde | Buts en sélection de Jorge Alcalde | Buts en sélection de Jorge Alcalde | Buts en sélection de Jorge Alcalde |
|                                    | Date                               | Lieu                                           | Adversaire                         | Score                              | Résultat                           | Compétition                        |
| ---------------------------------- | ---------------------------------- | ---------------------------------------------- | ---------------------------------- | ---------------------------------- | ---------------------------------- | ---------------------------------- |
| 1.                                 | 8 août 1936                        | Hertha-Platz, Berlin (Allemagne)               | Autriche                           | 1-2                                | 4-2 a.p.                           | JO 1936                            |
| 2.                                 | 21 juin 1937                       | Estadio El Gasómetro, Buenos Aires (Argentine) | Chili                              | 1-0                                | 2-2                                | CA 1937                            |
| 3.                                 | 21 juin 1937                       | Estadio El Gasómetro, Buenos Aires (Argentine) | Chili                              | 2-0                                | 2-2                                | CA 1937                            |
| 4.                                 | 8 août 1938                        | Estadio Universitario, Bogota (Colombie)       | Colombie                           | 0-3                                | 2-4                                | BOL 1938                           |
| 5.                                 | 11 août 1938                       | Estadio Universitario, Bogota (Colombie)       | Équateur                           | 3-1                                | 9-1                                | BOL 1938                           |
| 6.                                 | 11 août 1938                       | Estadio Universitario, Bogota (Colombie)       | Équateur                           | 4-1                                | 9-1                                | BOL 1938                           |
| 7.                                 | 11 août 1938                       | Estadio Universitario, Bogota (Colombie)       | Équateur                           | 6-1                                | 9-1                                | BOL 1938                           |
| 8.                                 | 11 août 1938                       | Estadio Universitario, Bogota (Colombie)       | Équateur                           | 9-1                                | 9-1                                | BOL 1938                           |
| 9.                                 | 14 août 1938                       | Estadio Universitario, Bogota (Colombie)       | Bolivie                            | 2-0                                | 3-0                                | BOL 1938                           |
| 10.                                | 15 janvier 1939                    | Estadio Nacional, Lima (Pérou)                 | Équateur                           | 2-0                                | 5-2                                | CA 1939                            |
| 11.                                | 15 janvier 1939                    | Estadio Nacional, Lima (Pérou)                 | Équateur                           | 4-0                                | 5-2                                | CA 1939                            |
| 12.                                | 22 janvier 1939                    | Estadio Nacional, Lima (Pérou)                 | Chili                              | 3-1                                | 3-1                                | CA 1939                            |
| 13.                                | 29 janvier 1939                    | Estadio Nacional, Lima (Pérou)                 | Paraguay                           | 3-0                                | 3-0                                | CA 1939                            |
| 14.                                | 12 février 1939                    | Estadio Nacional, Lima (Pérou)                 | Uruguay                            | 1-0                                | 2-1                                | CA 1939                            |

### Carrière d'entraîneur
Jorge Alcalde dirige à deux reprises le Sport Boys : lors de la 1re journée du championnat 1952, puis l'année suivante lors du championnat 1953 (sept matchs sur le banc).

### Décès
Il meurt à Lima, le 25 juin 1990, victime d'un œdème aigu pulmonaire. En guise d'hommage, un stade de football porte son nom dans sa ville natale de Callao, le stade Campolo Alcalde d'une capacité de 10 000 spectateurs.

## Palmarès

### En club
| Sport Boys - Championnat du Pérou (2) : - Champion : 1935 et 1937. - Meilleur buteur : 1934 (10 buts), 1935 (5 buts) et 1938 (8 buts). |  | Universitario de Deportes - Championnat du Pérou (1) : - Champion : 1949. |

### En équipe nationale
Pérou
- Championnat sud-américain (1) :
  - Champion : 1939.
- Jeux bolivariens (1) :
  - Vainqueur : 1938.
  - Meilleur buteur : 1938 (6 buts)[13].